# Century Tower I
La Century Tower I est un gratte-ciel de 108,5 mètres de hauteur situé à Hong Kong en Chine et construit en 1971. Il abrite 60 logements sur 31 étages et est situé dans l'ile de Hong Kong
L'immeuble a été conçu par l'agence d'architecture de Hong Kong, P & T Architects & Engineers.
C'est l'un des plus anciens gratte-ciel de Hong Kong.